# کارل دیویس (بازیگر)
کارل دیویس (به انگلیسی: Karl Davies) (زاده ۶ اوت ۱۹۸۲ ) بازیگر انگلیسی است.
از فیلم‌های معروف او می‌توان به بازی در طبابت در پیک و دریای سیاه اشاره کرد.